# 2017 új világörökségi helyszínei
Az UNESCO Világörökség Bizottsága a 2017. július 2–12. között Krakkóban megtartott 41. ülésszakán 18 kulturális és 3 természeti helyszínt nyilvánított a világörökség részévé:
| | Mbanza-Kongo óvárosa |
| Angola |                      |
| Kulturális (III)(IV) |                      |
| Védett terület:89,29 ha, puffer zóna: 622,19 ha, hivatkozás: 1511 |                      |
| Mbaza-Kongo, mely 570 méter magasságban, egy fennsíkon fekszik, a 14. és a 19. század között fennálló Kongói Királyság politikai és spirituális központja volt. A Kongói Királyság egyike volt a legnagyobb államoknak Afrika déli felében. A történelmi városközpont a király lakhelye, a hozzá tartozó udvar, az uralkodócsalád temetkezési helye és a szent fa körül alakult ki. Amikor a portugálok megérkeztek, a 15. században megváltozott a városkép, a hódítók európai módon kőből készült épületeket emeltek a hagyományos anyagokból és technikával készült korábbi épületek mellé. A teljes szubszaharai térségben itt figyelhető meg legjobban az a jelentős változás, amelyet a kereszténység elterjedése és a portugálok érkezése okozott Közép-Afrikában. |                      |

| | Los Alerces Nemzeti Park |
| Argentína |                          |
| Természeti (VII)(X) |                          |
| Védett terület: 188 379 ha, puffer zóna: 207 313 ha, hivatkozás: 1526 |                          |
| A Los Alerces Nemzeti Park Észak-Patagóniában terül el az Andokban, nyugati határa Chile államhatárát követi. A tájat egymást követő eljegesedések alakították mai formájára, jellegzetes elemei a morénák, a gleccserek és a tiszta vizű hegyi tavak. Az növényzet túlnyomó többsége mérsékelt égövi erdő, amit a tengerszint feletti magasság növekedésével magashegyi rétek váltanak fel egészen a hegycsúcsokig. A terület jelenlegi állapotban való megőrzése rendkívül fontos az összefüggő patagóniai erdők miatt. Az erdőterületek gyakorlatilag érintetlenek és számos endemikus valamint veszélyeztetett növény- és állatfajnak nyújtanak menedéket. |                          |

| | Valongo rakpart régészeti helyszíne |
| Brazília |                                     |
| Kulturális (VI) |                                     |
| Védett terület: 0,38 ha, puffer zóna: 41,69 ha, hivatkozás: 1548 |                                     |
| Valongo rakpart régészeti helyszíne a modern Rio de Janeiro központjában található és elfoglalja az egész Jornal do Comércio teret. Korábban ez volt a város kikötője, ahol kőből egy rakpartot építettek az 1811 után Afrikából elhurcolt rabszolgák számára, akik itt léptek először a dél-amerikai kontinensre. A becslések szerint mintegy 900 000 rabszolga érkezett ezen az útvonalon. Az ásatások során a lelőhelyen több réteget tártak fel és előkerültek a legmélyebben fekvő maradványok is a rakpart legkorábbi kőborításával. A lelőhely jelentőségét az adja, hogy ezen a helyen látható emlékei vannak az afrikai rabszolgák érkezésének a kontinensre. |                                     |

| | Kujataa, szubarktikus földművelés emlékei Grönlandon |
| Dánia |                                                      |
| Kulturális (V) |                                                      |
| Védett terület: 34 892 ha, puffer zóna: 57 227 ha, hivatkozás: 1536 |                                                      |
| Kujataa egy már korán mezőgazdasági célból hasznosított terület Grönland déli részén. A korai vadászó-gyűjtögető norvég eredetű népcsoportok emlékeit is őrzi, akik a 10. századtól kezdve érkeztek a területre Izlandról. Később, a 18. századtól norvég földművesek, valamint eszkimó gazdálkodók és vadászok kulturális különbségeik ellenére egy legeltetésen, földművelésen és a tengeri emlősök vadászatán alapuló kultúrtájat hoztak létre. Ez a terület volt az első ahol meghonosodott a sarkvidékhez közeli gazdálkodó életmód és itt telepedtek le norvég eredetű népcsoportok a legkorábban Európán kívül. |                                                      |

| | Khomani kultúrtáj |
| Dél-afrikai Köztársaság |                   |
| Kulturális (V)(VI) |                   |
| Védett terület: 959 100 ha, hivatkozás: 1545 |                   |
| A Khomani kultúrtáj az ország északi részén a botswanai és a namíbiai határ közelében fekszik. Területe megegyezik a Kalahári Antilop Nemzeti Park védett övezetével. A nagy kiterjedésű homokos térségekben emberi megtelepedés nyomait tárták fel a kőkorszaktól napjainkig. Az előkerült maradványok egyes korábban nomád szan népcsoportokhoz köthetők és megmutatják azokat a stratégiákat, amelyek segítségével alkalmazkodni tudtak a sivatagi környezethez. Az idők folyamán botanikai ismereteket halmoztak fel, felismerték környezetük földrajzi jellemzőit és kialakultak kulturális szokásaik. A kultúrtájon nyomon követhető az évezredeken keresztül itt élő népek életmódja és hatásuk az őket körülvevő környezetre. |                   |

| | Lake District |
| Egyesült Királyság |               |
| Kulturális (II)(V)(VI) |               |
| Védett terület: 229 205,19 ha, puffer zóna: ha, hivatkozás: 422 |               |
| Az Anglia északnyugati részén fekvő Lake District egy hegyvidéki terület, amelynek völgyeit a Jégkorszak gleccserei alakították ki. A völgyek mai formájukat a térség mezőgazdasági hasznosításakor nyerték el, ennek során a földterület egyes parcelláit kőfalakkal vették körül. A természet és az ember közösen egy harmonikus tájat hozott létre, ahol a hegyek a közöttük lévő tavakban tükröződnek. A látvány megihlette a művészeket is, akik főleg a 18. századtól festményeken, rajzokon és irodalmi alkotásokban örökítették meg. A tehetősebbek nagyméretű házakat építtettek a térségben, parkokat és kerteket alakíttattak ki, hogy ezzel is fokozzák a hatását és a hely megóvására ösztönözzenek. |               |

| | Aszmara történelmi negyede és modern épületei |
| Eritrea |                                               |
| Kulturális (II)(IV) |                                               |
| Védett terület:481 ha, puffer zóna: 1203 ha, hivatkozás: 1550 |                                               |
| Aszmara, Eritrea fővárosa 2000 méter tengerszint feletti magasságban fekszik. A település az 1890-es években indult fejlődésnek az olasz gyarmatosítók egyik előretolt helyőrségeként. 1935 után Aszmarában nagyarányú építési programokat indítottak amelynek során a kormányzati épületeket, lakóházakat, kereskedelmi központokat, templomokat, mecseteket, zsinagógákat, mozikat, szállodákat emeltek modern itáliai építészeti stílusban. A világörökségi helyszínhez a városépítés különböző szakaszaiban 1893 és 1941 között épített objektumok, valamint a helyiek által létrehozott, átfogó tervezés nélkül felépített negyedek (Arbate Ashmera, és Abbashawel) tartoznak. A helyszín kiemelkedő példája a 20. század elején meginduló afrikai, korai modern városépítészetnek. |                                               |

| | Taputapuātea |
| Franciaország |              |
| Kulturális (III)(IV)(VI) |              |
| Védett terület: 2 124 ha, puffer zóna: 3 363 ha, hivatkozás: 1529 |              |
| Taputapuātea Raiatea szigetén fekszik Francia Polinéziában. A sziget a Polinéziai Háromszög közepén található, ami egy nagyméretű óceáni térség több kisebb szigettel. Ez az utolsó hely a Földön, ahol az ember megtelepedett. A világörökségi helyszínhez két erdővel borított völgy, a lagúnának egy része, a mellette lévő korallzátony és egy kisebb óceáni terület tartozik. Központjában található Taputapuātea, egy politikai és szertartási központ, valamint temetkezőhely. Jellegzetes eleme egy nagyméretű kővel borított udvar, közepén egy álló kővel. A polinéz szigetvilágban elterjedtek az ehhez hasonló szakrális helyek, ahol az élők "kapcsolatba lépnek" az ősök világával. Ez a szakrális központ a polinéz kultúra ezer éves fejlődéséről tanúskodik. |              |

| | 16–17. századi velencei védművek |
| Horvátország, Montenegró és Olaszország közös világörökségi helyszíne |                                  |
| Kulturális (III)(IV) |                                  |
| Védett terület: 378,37 ha, puffer zóna: 1 749,62 ha, hivatkozás: 1533 |                                  |
| Horvátország, Montenegró és Olaszország közös világörökségi helyszínéhez összesen 15 védmű tartozik. A védművek egy több mint ezer kilométeres vonalon fekszenek Lombardiától az Adriai-tenger keleti partjáig. Az erődítményrendszer két részre oszlik, a "Stato da Terra" a Velencei Köztársaságot óvta a többi európai állam támadásától, míg a "Stato da Mar" az Adriai-tengertől kelet felé tartó tengeri kereskedelmi útvonalakat és hozzájuk tartozó kikötőket védte. Az erődrendszer a velenceiek fennhatóságát fejezte ki a meghódított területeken és elősegítette a további terjeszkedést. A puskapor használatának elterjedése alapvetően változtatta meg a hadviselési szokásokat, ennek következtében a katonai célú építészetet is ami az úgynevezett "alla modernal" (modern) típusú bástyákkal ellátott erődítmények építésében figyelhető meg. |                                  |

| | Ahmadábád történelmi városrésze |
| India |                                 |
| Kulturális (II)(V) |                                 |
| Védett terület: 535,7 ha, puffer zóna: 395 ha, hivatkozás: 1551 |                                 |
| Ahmadábád városa Gudzsarát államban a Szábarmati folyó partján fekszik. A települést a 15. században alapította Ahmad Sah szultán a Gudzsaráti Szultanátus fővárosaként. Fallal körülvett történelmi városrésze sok emléket őrzött meg a szultanátus korából, közülük kiemelkedik a Bhadra erőd, a városközpontot körülvevő falak és kapuk, számos mecset és síremlék. Későbbi korokból hindu és dzsain templomok maradtak fenn. A város szerkezetének meghatározó elemei a szorosan egymás mellé épített tradicionális lakóépületek, kapukkal ellátott utcák és olyan jellegzetes építészeti elemek mint például a madáretetők, közkutak és vallási intézmények épületei. A település hat évszázada mint Gudzsarát állam fővárosa folyamatosan virágzik, fejlődése napjainkban is tart. |                                 |

| | Jazd történelmi központja |
| Irán |                           |
| Kulturális (III)(V) |                           |
| Védett terület: 195,67 ha, puffer zóna: 665,93 ha, hivatkozás: 1544 |                           |
| Jazd városa az Iráni-fennsík közepén helyezkedik el Iszfahántól 270 kilométerre délkeleti irányban, közel az egykori selyem- és fűszerúthoz. A település bizonyítéka annak, hogy a kevés erőforrás tudatos hasznosításával a sivatagi éghajlati viszonyok mellett is lehetséges a letelepedés. A város vízellátását úgynevezett qanatokkal oldották meg, amely egy földalatti vízgyűjtő és elosztó rendszer víztározókkal és vízvezetékekkel. Jazd vályogépítészetét elkerülte a modernizáció, ami több hasonló városban elpusztította az ilyen jellegű épületeket, így megmaradtak hagyományos városrészei, házai, a kanatok, a bazárok a zsinagógák és zoroasztrista templomai is. |                           |

| | Okinosima sziget és kapcsolódó helyszínek Munakata térségében |
| Japán |                                                               |
| Kulturális (II)(III) |                                                               |
| Védett terület: 98,93 ha, puffer zóna: 79 363,48 ha, hivatkozás: 1535 |                                                               |
| Okinosima szigete Kjúsútól 60 kilométerre fekszik nyugati irányban ahol egy különleges tiszteletnek örvendő kultuszhelyet alakítottak ki. A szigeten található régészeti helyszínek gyakorlatilag érintetlenek, és fontos információforrások a 4. és 9. század között itt elvégzett szertartások fejlődéséről. A rituálék során különböző fogadalmi tárgyakat helyeztek el a sziget különböző pontjain. Ezek jelentős része tengerentúlról származó kifinomult kézművesmunka ami az élénk kereskedelem bizonyítéka Japán, a Koreai-félsziget és a kontinentális Ázsia között. A munakatai szentélykörzethez tartozó szigetet napjainkban is szent helyként tisztelik. |                                                               |

| | Sambor Prei Kuk templomkörzete, az ősi Ishanapura régészeti lelőhelye |
| Kambodzsa |                                                                       |
| Kulturális (II)(III)(VI) |                                                                       |
| Védett terület: 840 ha, puffer zóna: 2523,6 ha, hivatkozás: 1532 |                                                                       |
| Sambor Prei Kuk régészeti helyszínét a kutatók Ishanapuraként azonosították, amely az Angkor előtti, a 6. század végén és a 7. század elején virágzó Csenla Királyság fővárosa volt. A település maradványai 25 négyzetkilométeres területet borítanak. A helyszínen a fallal körülvett várost és számos templomot tártak fel, ezek közül tíz templom alaprajza nyolcszögletű, ami egyedülálló Délkelet-Ázsiában. A homokkő épületelemek közül sokat egy jellegzetes stílusban díszítettek, ez az úgynevezett Sambor Prei Kuk stílus. A faragott oszlopok, timpanonok, szemöldökfák között igazi művészi alkotások is előfordulnak. Az itt kialakult építészeti és díszítőformák az egész régióban éreztették hatásukat és később kialakuló a khmer építészeti stílus előképeivé váltak. |                                                                       |

| | Kulangszu szigete |
| Kína |                   |
| Kulturális (II)(IV) |                   |
| Védett terület: 316,2 ha, puffer zóna: 886 ha, hivatkozás: 1541 |                   |
| Kulangszu Hsziamen város egyik kis szigete a Csiulung folyó tölcsértorkolatánál, Kína délkeleti részén, Fucsien tartományban. A városban 1843-ban nyitották meg a nemzetközi kikötőt és a szigeten 1903-tól külföldiek telepedtek le. Ekkortól a stratégiailag fontos helyen fekvő sziget Kína külkereskedelmének és a külvilággal való kapcsolattartásának egyik fontos központjává vált. Kulangszu építészetén felismerhetőek ennek a kulturális keveredésnek a nyomai, a különböző eredetű stílusjegyek egymásra hatása. A településen hagyományos fucsieni, nyugati neoklasszicista, Art déco stílussal ötvözött 20. századi modern stílusú, valamint a gyarmati építészet hagyományait követő épületek is találhatók. |                   |

| | Csinghaj Höh Sil természetvédelmi terület |
| Kína |                                           |
| Természeti (VII)(X) |                                           |
| Védett terület: 3 735 632 ha, puffer zóna: 2 290 904 ha, hivatkozás: 1540 |                                           |
| A Csinghaj tartományban a Tibeti-fennsík északkeleti részén található természetvédelmi terület több mint 4500 méteres tengerszint feletti magasságban fekszik. Az éves átlaghőmérséklet 0 °C fok alatt marad, ezért a helyszín különleges klimatikus és földrajzi viszonyai egyéni ökoszisztémát alakítottak ki. Az itt élő növényfajok egyharmada és az összes növényevő emlős csak ezen a fennsíkon fordul elő. A kiterjedt hegyvidéki tájakból és sztyeppékből álló védett terület biztosítja egyes vándorló állatfajok útvonalát, köztük olyan veszélyeztetett állatfajét is mint a Tibeti antilop, ami szintén csak a Tibeti-fennsíkon található meg. |                                           |

| | Tarnowskie Góry ólom-, ezüst- és cinkbányája és földalatti vizei |
| Lengyelország |                                                                  |
| Kulturális (I)(II)(IV) |                                                                  |
| Védett terület: 1 672,76 ha, puffer zóna: 2 744,35 ha, hivatkozás: 1539 |                                                                  |
| Tarnowskie Góry bányája, Közép-Európa egyik legjelentősebb bányavidéke Lengyelország déli részén Felső-Sziléziában található. A világörökségi helyszínhez a bánya teljes föld alatt fekvő része (a tárnák, a hozzájuk vezető aknák, a vízelvezető rendszer), valamint a felszínen a 19. századból származó vízgőzzel üzemeltetett szivattyúállomás maradványai tartoznak. A bányában felgyülemlett víz elvezetése évszázadokon keresztül komoly problémát jelentett, ennek a küzdelemnek egyik fontos állomása volt a szivattyú üzembe helyezése, ami lehetővé tette, hogy az így eltávolított vizet ipari vagy lakossági célokra használják fel. Tarnowskie Góry bányájából világszinten is jelentős mennyiségű ólmot, ezüstöt és cinket termeltek ki. |                                                                  |

| | Dauriai tájak |
| Mongólia és Oroszország közös világörökségi helyszíne |               |
| Természeti (IX)(X) |               |
| Védett terület: 912 624 ha, puffer zóna: 307 317 ha, hivatkozás: 1448 |               |
| Oroszország és Mongólia közös világörökségi helyszíne a Dauriai sztyepp egy Kelet-Mongóliától Szibériáig és Északkelet-Kínáig terjedő ökorégió. Ciklikus éghajlat változásai miatt amely extrém szárazságokat és nedvesebb időszakokat okoz egy globálisan is jelentős ökoszisztéma és fajgazdagság alakult ki a területen. A különböző jellegű sztyeppék (füves, erdős, mocsaras, tavas) olyan veszélyeztetett és ritka állatok lakóhelye mint az amuri daru. A térség ezen kívül több millió költöző madár, köztük ritka fajok átmeneti menedékhelye és a kínai gazella éves vándorlásának fontos útvonala. |               |

| | Jégkorszaki művészet a sváb Jura hegységben |
| Németország |                                             |
| Kulturális (III) |                                             |
| Védett terület: 462,1 ha, puffer zóna: 1 158,7 ha, hivatkozás: 1527 |                                             |
| A mai ember 43000 évvel ezelőtt az utolsó jégkorszak idején érkezett Európába. Egyik jelentős megtelepedési helyük a sváb Jura hegységben volt Dél-Németországban. A tervszerű feltárások már 1860-ban megindultak a környéken, az ásatások során hat barlangot vizsgáltak át, ahonnan i. e. 41000 és i. e. 31000 közé datálható leletek kerültek elő. Ezek között előfordultak faragott állatfigurák (barlangi oroszlánok, mamutok és lovak), hangszerek és ékszerek is. Ezen kívül félig embert, félig állatot ábrázoló faragványokat is feltártak, valamint egy nőalakot is. A lelőhelyek fontosságát az adja, hogy az itt előkerült leletek az eddig ismert legrégebbi műalkotások közé tartoznak és fontos információkkal szolgálnak az emberiség legkorábbi művészetének fejlődéséről. |                                             |

| | Szvijazsszk kolostora és katedrálisa |
| Oroszország |                                      |
| Kulturális (II)(IV) |                                      |
| Védett terület: 3,25 ha, puffer zóna: 11 563,9 ha, hivatkozás: 1525 |                                      |
| A helyszín Tatárföldön, Szvijazsszk város-szigetén helyezkedik el, a katedrálisból és a hozzá tartozó azonos nevű kolostorból áll. A Volga folyónak ez a szigete Kazany, Tatárföld fővárosa közelében található, a selyemút és a volgai kereskedelmi útvonalak találkozásánál. A települést IV. (Rettegett) Iván orosz cár alapította 1551-ben és előretolt katonai bázisként használta a Kazanyi Kánság ellen indított hadjáratai során. A Mennybemenetel-katedrális valamint a kolostor elhelyezkedésével és művészeti programjával az uralkodó kifejezésre juttatta szándékát a moszkvai állam politikai és térítések útján történő megnagyobbítására. A katedrális freskói a keleti ortodox egyház részére alkotott legszebb falképek közé tartoznak. |                                      |

| | Hebron óvárosa |
| Palesztina |                |
| A veszélyeztetett világörökségi helyszínek listájára került: 2017 |                |
| Kulturális (II)(IV)(VI) |                |
| Védett terület: 20,6 ha, puffer zóna: 152,2 ha, hivatkozás: 1565 |                |
| Hebron Ciszjordánia legnagyobb városa, a korábban Palesztínából, Jordániából, Egyiptomból és Arab-félszigetről induló karavánok egyik fontos találkozási pontjánál fekszik. A település legfontosabb műemléke a Pátriárkák barlangja amelyet az i. sz. 1. században emeltek Ábrahám pátriárka és családja sírja fölé. A hely később három világvallás, a kereszténység, a zsidó vallás és az iszlám zarándokhelyévé vált. A város képét a 13. század közepe és a 16. század eleje között a helyi mészkőből emelt épületek határozták meg. 1517-től egészen 1917-ig oszmán fennhatóság alatt állt, ezalatt újabb városrészekkel bővült és a központban számos épületet újabb emeletekkel egészítettek ki. Ennek ellenére az óváros megőrizte korábbi, mameluk építészetre jellemző vonásait, a városrészek közötti hierarchiával, a különböző vallású, származású lakosok, valamint az egyforma tevékenységet űzők elkülönült városrészeivel. |                |

| | Aphrodisias régészeti helyszíne |
| Törökország |                                 |
| Kulturális (I)(III)(IV)(VI) |                                 |
| Védett terület: 152,25 ha, puffer zóna: 1 040,57 ha, hivatkozás: 1519 |                                 |
| Az Égei-tengertől százötven kilométerre fekvő Aphrodisias Törökország római és görög periódusához köthető egyik legfontosabb régészeti lelőhelye. A település az i. e. 2. századtól az i. sz. 6. századig virágzott. Az előkerült pénzérmék és feliratok alapján valószínűsíthető, hogy a város az i. e. 2. században alapították. Az i. e. 1. század végén a Római Birodalom része lett, és a 4. században a térség fővárosává vált. A jelenleg látható épületmaradványok túlnyomó többsége az i. sz. 1 századra datálható. A legfontosabb feltárt épületek közé tartozik a ma is álló Aphrodité-templom, a boulenterion, a római császárok szentélykörzete, és a város kozmopolita jellegét bizonyító zsinagóga, rajta egy felirattal az adományozók listájával. A szentélykörzet egyike a római korral foglalkozó régészet legfontosabb lelőhelyeinek, köszönhetően a majdnem kétszáz, a császári család tagjait ábrázoló életnagyságú domborműnek. Figyelemre méltó még a színház, a Hadrianus korabeli fürdő, és a harmincezer néző befogadására alkalmas stadion. Ezenkívül számos magas művészi színvonalú márványszobrot is feltártak. |                                 |